# John Mandeville
John de Mandeville, Jehan de Mandeville o Joan de Mandeville (Saint Albans, 1300 - 1372), va ser un escriptor, autor d'una obra titulada Llibre de les meravelles del món (o Viatges) en el qual relata els viatges, presumptivament realitzats per ell al llarg de trenta-quatre anys per Egipte, i diferents parts d'Àsia i la Xina. El seu títol evoca el famós Llibre de les meravelles de Marco Polo, i que va ser dictat pel venecià al seu company de presó. Joan de Mandeville afirmava ser un cavaller anglès.

## El seu viatge
Joan de Mandeville va partir cap a Egipte el dia de Sant Miquel de 1322. Afirma, a la seva tornada, que va ser un mercenari al servei del soldà, llavors en lluita amb els beduïns. D'Egipte va anar a Palestina, va seguir la ruta de la Seda i va visitar l'Índia, l'interior d'Àsia i la Xina. Va dir haver servit durant quinze anys en l'exèrcit del gran Kan. Després d'una absència de 34 anys, va tornar el 1356, anys posteriors a la pesta Negra del segle xiv, que va implicar una sagnant baixa demogràfica a Europa durant els anys 1347-1350. El relat dels seus viatges és considerat normalment com una impostura, encara que no referent al viatge d'Egipte, a raó del to emprat i dels relats d'altres exploradors anteriors.

## El relat del seu viatge

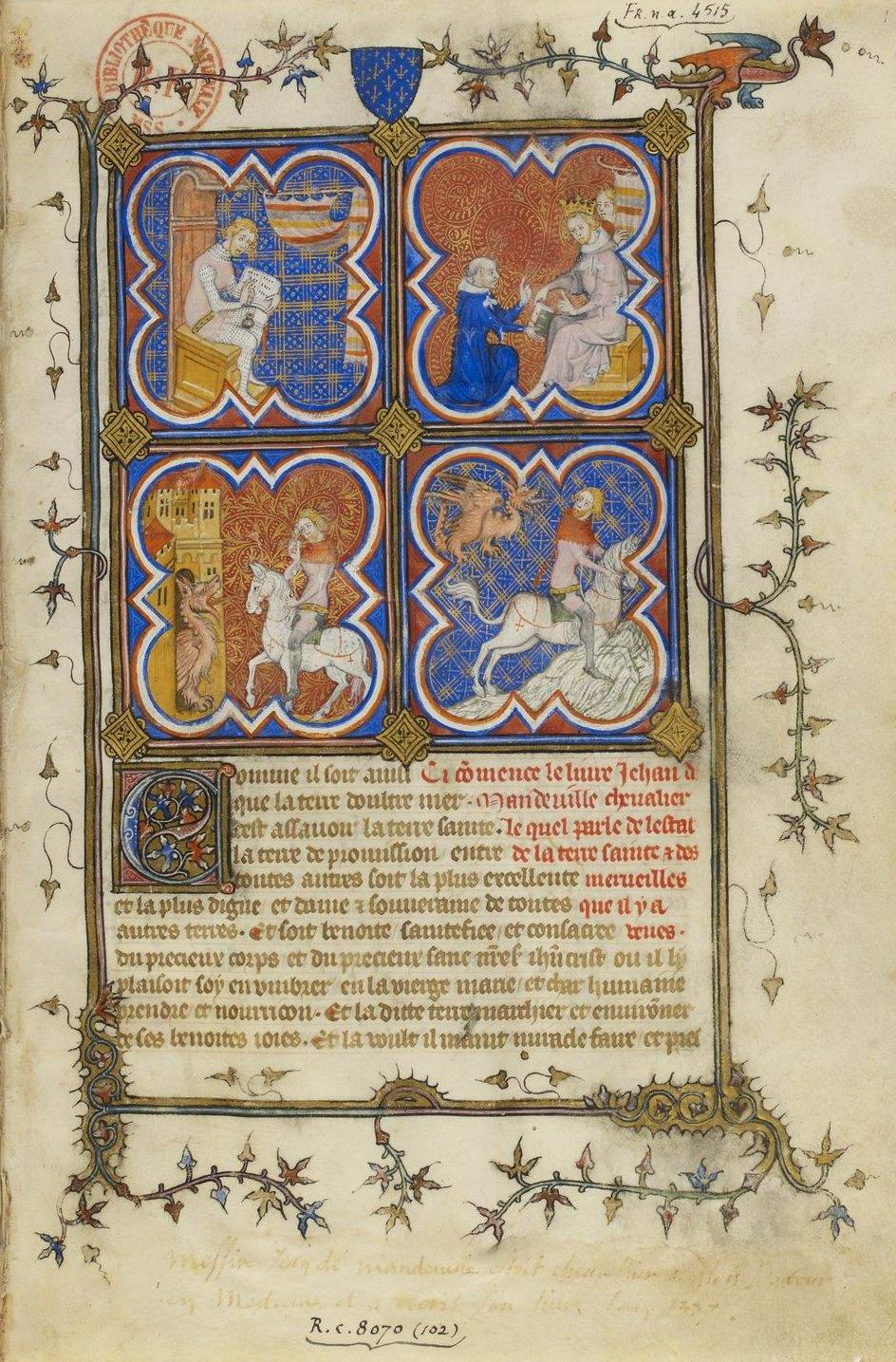
Pàgina d'un manuscrit francès del segle XIV

Segons alguns crítics, a la seva presumpta tornada, va decidir, amb l'ajuda d'un metge de Lieja, posar en paper les històries que havia passat. El seu relat es va convertir en una de les obres més cèlebres de l'edat mitjana, i probablement més que les dels seus contemporanis Christine de Pisan o Joan Sense Por, duc de Borgonya.
Descriu el món conegut en la seva època, de forma notable l'extrem oriental d'Àsia, que era llavors poc conegut pels occidentals: només els franciscans i els dominics, així com a Marco Polo, es van atrevir a aventurar-se en regions tan llunyanes. El relat dels primers missioners (Guillem de Rubrouck) o d'exploradors com a Marco Polo estaven poc difosos en Occident en aquella època.
John de Mandeville es va referir a les possibilitats teòriques de la circumnavegació del món. Es diu que John de Mandeville va influir en el jove Cristòfor Colom.
John de Mandeville descriu els seus itineraris, insereix històries i llegendes fabuloses en un relat de referències variades bíbliques i consideracions religioses.

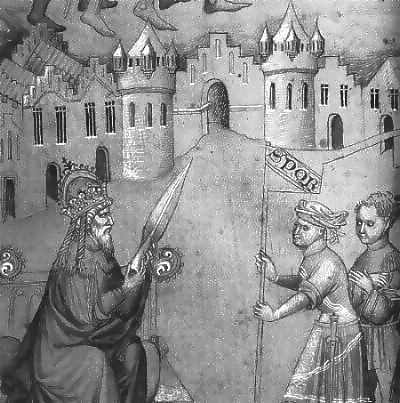
L'emperador de Constantinoble aguantant la Llança Sagrada. Miniatura d'un manuscrit (Segle XV) de John de Mandeville, Biblioteca Britànica, MS add. 24189 fol. 10.

L'obra és en si mateixa, una compilació i una síntesi d'un conjunt de viatges, incloent:
- Els discutits viatges de l'autor per Egipte (fruit d'observacions personals, que després d'un estudi profund del text, una part significativa dels crítics està d'acord a afirmar que procedeixen d'un viatger sobre el terreny), Índia, interior d'Àsia, i a la Xina.

- Els viatges anteriors efectuats per missioners franciscans i dominics. Van ser descrites les terres no vistes, i introduït les deformacions habituals dels geògrafs de l'Edat Mitjana, la compilació d'obres de viatgers dominics o franciscans tals com Guillem de Boldensele, Guillem de Trípoli o inclús Odoric de Pordenone.

- Referències als grans clàssics de la literatura antiga com Flavi Josep, Plini el Jove o Solinus.

- Referències al "Speculum Historiale" de Vincent de Beauvais, que era una enciclopèdia reconeguda per l'època.

Es va reproduir més de 250 exemplars en deu idiomes, la qual cosa és considerable per a l'època, i va divulgar en gran nombre de persones occidentals, que la terra era esfèrica.
L'estudi crític de l'obra, fet per Christiane Deluz, mostra que hi ha tres versions:
- La versió insular, en anglès i normand (25 manuscrits).
- La versió continental, en parla continental.
- La versió Ogier amb interpolació de texts introduint en escena Ogier en Danés.

La versió insular seria la més antiga. Aquestes tres versions van ser traduïdes a diverses llengües vernacles.
La diversitat de les fonts, referències, versions inicials i traduccions en idiomes vernacles, fa difícil verificar les informacions.

## Edicions recents
- Mandeville, J. de, Llibres de meravelles : el viatge de San Brandán. El llibre de les meravelles del món, traducció de Marie-José Lemarchand Malantain, Edicions Siruela, Madrid, 2002. ISBN 84-7844-607-9.(castellà)

- Mandeville, J. de, Llibre de les meravelles del món, Editors de Facsímils Vicent García, S.L., 2002. ISBN 84-923358-6-6 (castellà)